# Lista de cetáceos
Os cetáceos são uma infraordem composta por 89 espécies de baleias, golfinhos e toninhas. Este grupo está dividido em baleias dentadas (Odontoceti) e baleias de barbas (Mysticeti), que se separaram entre 26 e 17 milhões de anos atrás. A lista a seguir apresenta todas famílias, gêneros e espécies de cetáceos existentes hoje.  
Ordem Cetacea Brisson, 1762
Subordem Mysticeti Flower, 1864
- Família Balaenidae Gray, 1821 - Baleias-francas ou baleias-verdadeiras
  - Gênero Balaena Linnaeus, 1758
    - Balaena mysticetus Linnaeus, 1758 - Baleia-da-groenlândia

  - Gênero Eubalaena  Gray, 1864
    - Eubalaena australis (Desmoulins, 1822) - Baleia-franca-austral
    - Eubalaena glacialis (Müller, 1776) - Baleia-franca-do-atlântico-norte
    - Eubalaena japonica (Lacépède, 1818) - Baleia-franca-do-pacífico
- Família Balaenopteridae Gray, 1864 - Baleias-de-bossas ou Rorquais
  - Gênero Balaenoptera Lacépède, 1804
    - Balaenoptera acutorostrata Lacépède, 1804 - Baleia-minke-boreal
    - Balaenoptera bonaerensis Burmeister, 1867 - Baleia-minke-antártica
    - Balaenoptera borealis Lesson, 1828 - Baleia-sei
    - Balaenoptera edeni  Anderson, 1878 - Baleia-de-bryde ou Baleia-de-eden
    - Balaenoptera musculus (Linnaeus, 1758) - Baleia-azul
    - Balaenoptera physalus (Linnaeus, 1758) - Baleia-comum ou Baleia-fin

  - Gênero Megaptera Gray, 1846
    - Megaptera novaeangliae (Borowski, 1781) - Baleia-jubarte Baleia-jubarte
- Família Eschrichtiidae Ellerman e Morrison-Scott, 1951
  - Gênero Eschrichtius Gray, 1864
    - Eschrichtius robustus (Lilljeborg, 1861) - Baleia-cinzenta
- Família Neobalaenidae Gray, 1873
  - Gênero Caperea Gray, 1864
    - Caperea marginata (Gray, 1846) - Baleia-franca-pigméia

Subordem Odontoceti Flower, 1867
- Família Delphinidae Gray, 1821 - Golfinhos
  - Gênero Cephalorhynchus Gray, 1846
    - Cephalorhynchus commersonii (Lacépède, 1804) - Golfinho-de-commerson
    - Cephalorhynchus eutropia Gray, 1846 - Golfinho-chileno ou Golfinho-negro-do-chile
    - Cephalorhynchus heavisidii (Gray, 1828) - Golfinho-de-heaviside
    - Cephalorhynchus hectori (van Beneden, 1881) - Golfinho-de-hector ou Golfinho-da-nova-zelândia

  - Gênero Delphinus  Linnaeus, 1758
    - Delphinus capensis Gray, 1828 - Golfinho-comum-de-bico-longo
    - Delphinus delphis Linnaeus, 1758 - Golfinho-comum-de-bico-curto

  - Gênero Feresa Gray, 1870
    - Feresa attenuata Gray, 1874 - Orca-pigméia

  - Gênero Globicephala Lesson, 1828
    - Globicephala macrorhynchus Gray, 1846 - Baleia-piloto-de-aleta-curta ou Baleote-de-siebold
    - Globicephala melas (Traill, 1809) - Baleia-piloto-de-aleta-longa ou Baleote-piloto

  - Gênero Grampus Gray, 1828
    - Grampus griseus (G. Cuvier, 1812) - Golfinho-de-risso

  - Gênero Lagenodelphis Fraser, 1956
    - Lagenodelphis hosei Fraser, 1956 - Golfinho-de-fraser

  - Gênero Lagenorhynchus Gray, 1846
    - Lagenorhynchus acutus (Gray, 1828) - Golfinho-de-laterais-brancas-do-atlântico
    - Lagenorhynchus albirostris (Gray, 1846) - Golfinho-de-bico-branco
    - Lagenorhynchus australis (Peale, 1848) - Golfinho-do-sul ou Golfinho-de-peale
    - Lagenorhynchus cruciger (Gaimard e Quoy, 1824) - Golfinho-cruzado ou Golfinho-ampulheta
    - Lagenorhynchus obliquidens Gill, 1865 - Golfinho-de-laterais-brancas-do-pacífico
    - Lagenorhynchus obscurus (Gray, 1828) - Golfinho-do-crepúsculo ou Golfinho-cinzento

  - Gênero Lissodelphis Gloger, 1841
    - Lissodelphis borealis Peale, 1848 - Golfinho-liso-do-norte ou Golfinho-setentrional
    - Lissodelphis peronii (Lacépède, 1804) - Golfinho-liso-do-sul ou Golfinho-do-peru

  - Gênero Orcaella Gray, 1866
    - Orcaella brevirostris (Gray, 1866) - Golfinho-do-irrawaddy ou Orcela
    - Orcaella heinsohni Beasley, Robertson e Arnold, 2005 - Golfinho-australiano ou Golfinho-de-heinsohn

  - Gênero Orcinus Fitzinger, 1860
    - Orcinus orca  (Linnaeus, 1758) - Orca

  - Gênero Peponocephala Nishiwaki e Norris, 1966
    - Peponocephala electra (Gray, 1846) - Golfinho-cabeça-de-melão ou Peponocéfalo

  - Gênero Pseudorca Reinhardt, 1862
    - Pseudorca crassidens (Owen, 1846) - Falsa-orca ou Roaz-negro

  - Gênero Sotalia Gray, 1866
    - Sotalia fluviatilis  (Gervais e Deville, 1853) - Boto-cinza ou Boto-tucuxi

  - Gênero Sousa  Gray, 1866
    - Sousa chinensis (Osbeck, 1765) - Golfinho-corcunda-indopacífico
    - Sousa teuszii (Kükenthal, 1892) - Golfinho-corcunda-do-atlântico

  - Gênero Stenella Gray, 1866
    - Stenella attenuata (Gray, 1846) - Golfinho-pintado-pantropical
    - Stenella clymene (Gray, 1846) - Golfinho-clímene ou Golfinho-fiandeiro-de-bico-curto
    - Stenella coeruleoalba (Meyen, 1833) - Golfinho-listrado
    - Stenella frontalis (G. Cuvier, 1829) - Golfinho-pintado-do-atlântico
    - Stenella longirostris (Gray, 1828) - Golfinho-rotador ou Golfinho-fiandeiro-de-bico-comprido

  - Gênero Steno Gray, 1846
    - Steno bredanensis (Lesson, 1828) - Golfinho-de-dentes-rugosos

  - Gênero Tursiops Gervais, 1855
    - Tursiops aduncus (Ehrenberg, 1833) - Golfinho-nariz-de-garrafa-indopacífico
    - Tursiops truncatus (Montagu, 1821) - Golfinho-nariz-de-garrafa ou Roaz-corniveiro
- Família Monodontidae Gray, 1821 - Baleias-do-ártico
  - Gênero Delphinapterus Lacépède, 1804
    - Delphinapterus leucas (Pallas, 1776) - Beluga ou Baleia-branca

  - Gênero Monodon Linnaeus, 1758
    - Monodon monoceros Linnaeus, 1758 - Narval
- Família Phocoenidae Gray, 1825 - Toninhas, Botos ou Marsuínos
  - Gênero Neophocaena Palmer, 1899
    - Neophocaena phocaenoides (G. Cuvier, 1829) - Boto-do-índico

  - Gênero Phocoena G. Cuvier, 1916
    - Phocoena dioptrica (Lahille, 1912) - Golfinho-de-óculos ou Boto-de-lunetas
    - Phocoena phocoena (Linnaeus, 1758) - Toninha-comum
    - Phocoena sinus McFarland e Norris, 1958 - Vaquita ou Boto-do-pacífico
    - Phocoena spinipinnis Burmeister, 1865 - Boto-de-burmeister

  - Gênero Phocoenoides Andrews, 1911
    - Phocoenoides dalli (True, 1885) - Boto-de-dall ou Marsopa
- Família Ziphiidae Gray, 1865 - Baleias-bicudas ou Baleias-de-bico
  - Gênero Berardius Duvernoy, 1851
    - Berardius arnuxii Duvernoy, 1851 - Baleia-bicuda-de-arnoux
    - Berardius bairdii Stejneger, 1883 - Baleia-bicuda-de-baird

  - Gênero Hyperoodon Lacépède, 1804
    - Hyperoodon ampullatus (Forster, 1770) - Baleia-bicuda-de-cabeça-plana-do-norte ou Botinhoso-do-norte
    - Hyperoodon planifrons Flower, 1882 - Baleia-bicuda-de-cabeça-plana-do-sul ou Botinhoso-do-sul

  - Gênero Indopacetus Moore, 1968
    - Indopacetus pacificus (Longman, 1926) - Baleia-bicuda-de-longman ou baleia-bicuda-indopacífica

  - Gênero Mesoplodon Gervais, 1850
    - Mesoplodon bidens (Sowerby, 1804) - Baleia-bicuda-de-sowerby
    - Mesoplodon bowdoini Andrews, 1908 - Baleia-bicuda-de-bowdoin
    - Mesoplodon carlhubbsi Moore, 1963 - Baleia-bicuda-de-hubbs
    - Mesoplodon densirostris (de Blainville, 1817) - Baleia-bicuda-de-blainville
    - Mesoplodon europaeus (Gervais, 1855) - Baleia-bicuda-de-gervais
    - Mesoplodon ginkgodens Kamiya e Nishiwaki, 1958 - Baleia-bicuda-de-ginkgo
    - Mesoplodon grayi von Haast, 1876 - Baleia-bicuda-de-gray
    - Mesoplodon hectori (Gray, 1871) - Baleia-bicuda-de-hector
    - Mesoplodon layardii (Gray, 1865) - Baleia-bicuda-de-layard
    - Mesoplodon mirus True, 1913 - Baleia-bicuda-de-true
    - Mesoplodon perrini Baker, Baker, Dalemout, van Heuden e Mead, 2002 - Baleia-bicuda-de-perrin
    - Mesoplodon peruvianus Mead, Reyes e van Waerebeek, 1991 - Baleia-bicuda-pigméia
    - Mesoplodon stejnegeri True, 1885 - Baleia-bicuda-de-stejneger
    - Mesoplodon traversii  (Gray, 1874) - Baleia-bicuda-de-bahamonde

  - Gênero Tasmacetus Oliver, 1937
    - Tasmacetus shepherdi Oliver, 1937 - Baleia-bicuda-de-shepherd

  - Gênero Ziphius G. Cuvier, 1823
    - Ziphius cavirostris G. Cuvier, 1823 - Baleia-bicuda-de-cuvier
- Família Physeteridae Gray, 1821 - Cachalotes
  - Gênero Kogia  Gray, 1846
    - Kogia breviceps (de Blainville, 1838) - Cachalote-pigmeu
    - Kogia sima (Owen, 1866) - Cachalote-anão

  - Gênero Physeter Linnaeus, 1758 Boto-cor-de-rosa
    - Physeter catodon Linnaeus, 1758 - Cachalote
- Família Platanistidae Gray, 1846 - Golfinhos-de-rio-indianos
  - Gênero Platanista Wagler, 1830
    - Platanista gangetica (Royburgh, 1801) - Golfinho-do-ganges
    - Platanista minor  Owen, 1835 - Golfinho-do-indo
- Família Iniidae  Gray, 1834 - Golfinhos-de-água-doce
  - Gênero Inia d'Orbigny, 1834
    - Inia geoffrensis (de Blainville, 1817) - Boto-cor-de-rosa

  - Gênero †Lipotes Miller, 1918
    - †Lipotes vexillifer Miller, 1918 - Golfinho-lacustre-chinês ou Baiji

  - Gênero Pontoporia Gray, 1846
    - Pontoporia blainvillei (Gervais e d'Orbigny, 1844) - Franciscana ou Golfinho-pontopório